# Cambambe
Cambambe ist ein Landkreis in Angola. Die geltende Uhrzeit ist die Westafrikanische Zeit (UTC+1h). Sie entspricht der Mitteleuropäischen Zeit.
Im Kreis Cambambe liegt die Cambambe-Talsperre, die den Cuanza aufstaut, um Elektrizität zu erzeugen, die seit Mai 2019 auch die Provinz Benguela mit Energie versorgt.

## Geschichte
Das Gebiet wurde 1604 von den Portugiesen kolonialisiert. Nachdem 1771 der Portugiese Francisco Inocêncio Coutinho in Nova Oeira (heute Gemeinde Massangano) eine Eisengießerei eröffnete, die hier als erste Metallfabrik Afrikas gilt, begann eine industrielle Entwicklung im stark landwirtschaftlich geprägten Gebiet.
Der Ort Dondo wurde 1857 Sitz eines eigenen Kreises (Concelho) und wuchs insbesondere durch den Zuzug der Einwohner der 17 km entfernten Ortschaft Aldeia do Soba Kambambe. Der Kreis erhielt danach den Namen Cambambe.
1941 wurde die Eisenbahnstrecke von Zenza do Itombe nach Dondo eröffnet, eine Zweigstrecke der Luandabahn. In Folge der verbesserten Transportwege entstanden hier eine Reihe Industriebetriebe (Baumwollverarbeitung, Baustoffindustrie, Textilindustrie), insbesondere nach der Eröffnung des seit 1958 errichteten Wasserkraftwerks der Cambambe-Talsperre im Jahr 1960.
Im Verlauf des Angolanischen Bürgerkriegs nach der Unabhängigkeit 1975 stellten alle Betriebe ihre Tätigkeit ganz oder weitgehend ein, bis auf das Wasserkraftwerk und die 1969 gegründete Brauerei EKA.
Seit 2013 fördert die Regierung die Wiederansiedlung von Industriebetrieben im Kreis Cambambe, insbesondere die Textilindustrie siedelt sich nun wieder verstärkt hier an. Die Brauerei EKA, die inzwischen zur Cuca-BGI-Brauerei gehört, ist nach verschiedenen Ausbaustufen inzwischen der größte Steuerzahler in der Provinz, zusammen mit dem Wasserkraftwerk (Stand 2013).

## Verwaltung
Cambambe ist ein Landkreis (Município) in der Cuanza Norte. Der Kreis hat eine Fläche von 5212 km² bei einer Einwohnerzahl von rund 104.400 (Schätzung 2019). Die Volkszählung 2014 ergab 90.766 Einwohner.
Im Norden wird er begrenzt durch die Kreise von Dande und Pango Aluquém, im Osten von Golungo Alto, Cazengo und Cacuso, im Süden von Libolo und Quiçama, und im Westen von Ícolo e Bengo.
Der Kreis besteht aus fünf Gemeinden (port. Comunas, dt. Kommunen):
- Danje-ya-Menha (auch Dange Ia Menha)
- Dondo
- Massangano
- São Pedro da Kilemba
- Zenza do Itombe

Die Hauptstadt Cambambes ist Dondo.

## Wirtschaft
Die Brauerei EKA und das Elektrizitätswerk der Cambambe-Talsperre sind die einzigen Unternehmen, die nach dem Abbau der verschiedenen Industriebetriebe im Verlauf des Angolanischen Bürgerkriegs 1975–2002 bis heute in Betrieb geblieben sind.
Nachdem die ehemalige Textilfabrik Satec 2012 abgerissen wurde, sind 2013 auf ihrem Gelände neue Textilproduktionsstätten mit 500 direkten Arbeitsplätzen angekündigt worden, eine japanische Investition. Dazu verfügt die Kreisverwaltung über ein 200 Hektar großes Gelände, das für die Ansiedlung von bis zu 70 Betrieben vorgesehen ist. Zwei Produktionsstätten der Nahrungsmittelindustrie hat das angolanische Unternehmen Génios Angola bereits beschlossen. Ein landesweit bedeutendes Zentrum der Fischzucht ist im März 2014 bereits in Cambambe eröffnet worden.

## Persönlichkeiten
Die Autorin und Lyrikerin Alda Lara (1930–1962) starb hier.